# 曼艾市場站
曼艾市場站（音素換寫：S̄t̄hānī tlād bāngh̄ıỵ̀，皇家轉寫：Sathani Talad Bang Yai，泰語發音：[sā.tʰǎː.nīː tā.làːt bāːŋ jàj]）是屬於曼谷地鐵紫線的一座車站，位於暖武里府挽磨通縣堪恰納披色路。車站連接購物中心。

## 车站构造
| U3      | 1號月台            | MRT 往島本（曼艾三岔路口）                                                                                                 |
| U3      | 島式月台，右側開門 | |
| U3      | 2號月台            | MRT 往空曼派（終點站） |
| U2 大堂 | 大堂               | 詢問處、售票機 A出口（往Kasemrad醫院）、B出口（往BigC Extra） C出口（往BigC Supercenter）、D出口（以天橋連接CentralPlaza） |
| G 地面  | -                  | 巴士站、堪恰納披色路 |

### 出口
- A (Kasemrad hospital),
- B (BigC Extra)
- C (BigC Supercenter)
- D (CentralPlaza WestGate)

## 外部連結
- Talad Bang Yai Station （页面存档备份，存于）